# Аль-Хазм (футбольный клуб)
«Аль-Хазм» — саудовский футбольный клуб из города Эр-Расс, выступающий в Первом дивизионе Саудовской Аравии по футболу. Основан в 1957 году.

## История
В 2000 году «Аль-Хазм» занял второе место во Втором дивизионе, третьем уровне в системе футбольных лиг Саудовской Аравии, и вышел в Первый дивизион. Следующие четыре года «Аль-Хазм» преимущественно боролся за выживание в Первом дивизионе.
По итогам чемпионата 2004/05 «Аль-Хазм» уверенно победил в Первом дивизионе, завоевав тем самым путёвку в Про-лигу. Первый матч на высшем уровне команда проиграла в гостях «Аль-Шабабу» со счётом 2:4. А первую победу команда смогла одержать лишь спустя два месяца, в седьмом туре, одолев в гостях «Абху» с результатом 3:1 в свою пользу. Тем не менее, «Аль-Хазм» по итогам первого сезона сумел сохранить прописку в Про-лиге, существенно оторвавшись от зоны вылета. На протяжении следующих четырёх лет клуб играл роль середняка чемпионата Саудовской Аравии. В сезоне 2010/11 «Аль-Хазм» стал главным аутсайдером лиги, одержавшим в 26 матчах лишь одну победу, и вылетел из неё в Первый дивизион.

## История выступлений
| Сезон   | Дивизион        | Место | Кубок |
| ------- | --------------- | ----- | ----- |
| 1999/00 | Второй дивизион | 2-е   |       |
| 2000/01 |                 |       |       |
| 2001/02 | Первый дивизион | 9-е   |       |
| 2002/03 | Первый дивизион | 4-е   |       |
| 2003/04 | Первый дивизион | 8-е   |       |
| 2004/05 | Первый дивизион | 1-е   |       |
| 2005/06 | Про-лига        | 7-е   |       |
| 2006/07 | Про-лига        | 8-е   |       |
| 2007/08 | Про-лига        | 7-е   |       |
| 2008/09 | Про-лига        | 8-е   |       |
| 2009/10 | Про-лига        | 7-е   |       |
| 2010/11 | Про-лига        | 14-е  |       |
| 2011/12 | Первый дивизион | 5-е   |       |
| 2012/13 | Первый дивизион |       |       |